# Abathur

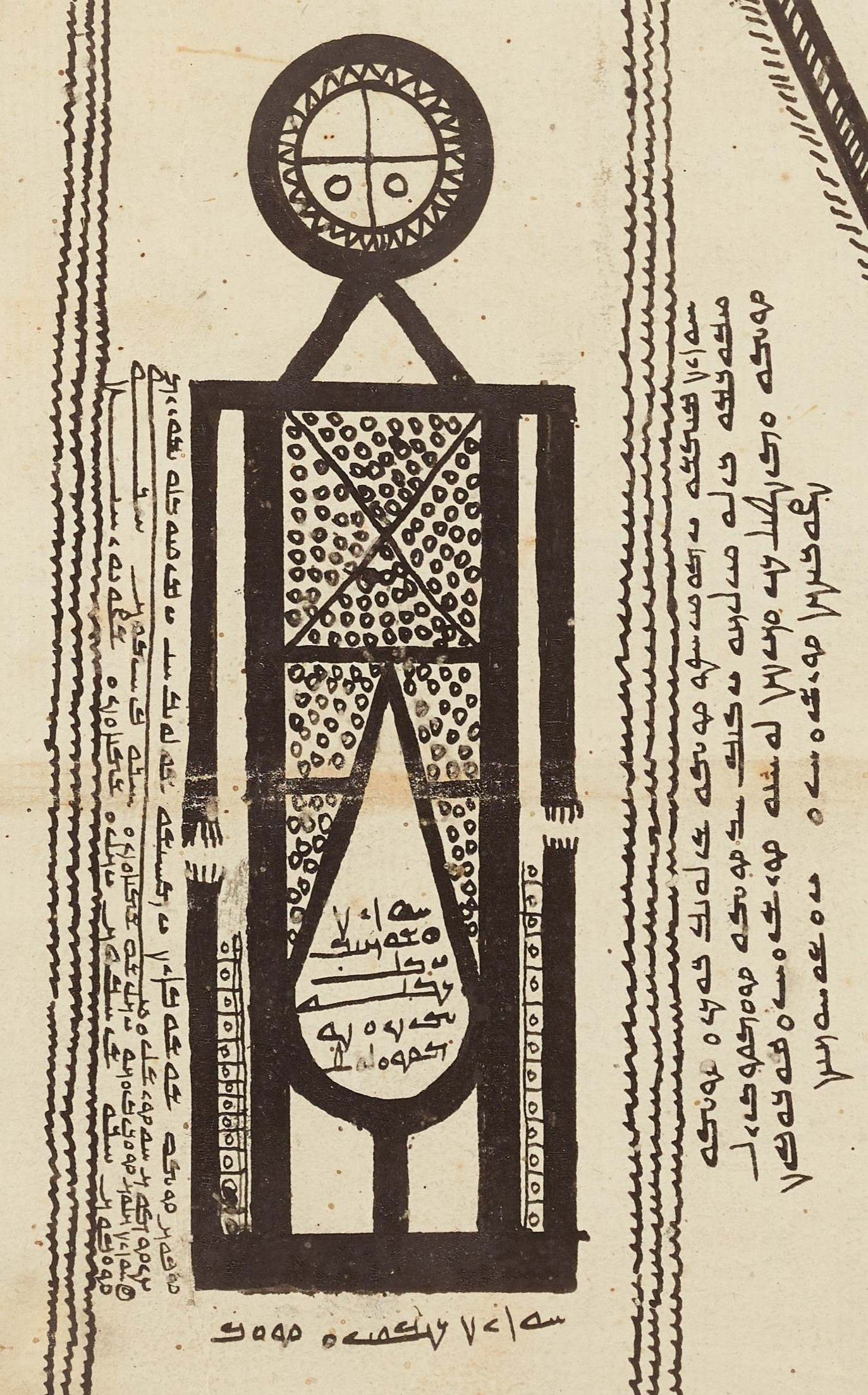
Darstellung des Abatur

Abatur (auch Abāt(h)ur, persisch: der mit der Waage) ist eine mythische Gestalt der Mandäer. Es handelt sich zunächst um ein Schöpfer- und Lichtwesen und gilt als Personifikation des so genannten dritten Lebens. Er ist der Sohn des Joshamin und Vater des Ptahil.
Als er Ptahil beauftragte, die Welt Tibil zu erschaffen, fiel er in Ungnade bei Mana rurbe und wurde nun zum Totenrichter. Er wägt daher beim Endgericht die Seelen der Verstorbenen und ihre Taten und entscheidet darüber, ob die Seelen ins Lichtreich dürfen oder in die Unterwelt müssen, und ist daher vermutlich auch mit Abaddon gleichzusetzen.
Abatur wird am Ende der Tage von Hibil von dieser Aufgabe erlöst werden. 
Es existiert eine eigene mandäische Gedichtsammlung mit dem Titel Diwan Abatur.
Als Totenrichter und Jenseitswächter entspricht er dem zoroastrischen Gott Rashnu und dem ägyptischen Gott Anubis und ist auch dem jüdisch-christlichen Erzengel Michael verwandt.
In der Sidra Rabba (Codex Nazaraeus) wird der „Alte der Tage“, der Antiquus Altus, der Vater des Demiurgen des Universums, auch Abatur genannt.